# Bernard Yago
Bernard Yago (ur. lipiec 1916 w Pass, zm. 5 października 1997 w Abidżanie) – duchowny katolicki z Wybrzeża Kości Słoniowej, arcybiskup Abidżanu, kardynał.

## Życiorys
Studiował w seminarium duchownym w Abidżanie. Święcenia kapłańskie przyjął 1 maja 1947 roku. Profesor niższego seminarium duchownego w Bingerville w latach 1947–1956. Dalsze studia na Katolickim Instytucie w Paryżu w latach 1957–1959. 5 kwietnia 1960 roku otrzymał nominację na arcybiskupa metropolitę Abidżanu. Konsekrowany 8 maja 1960 roku w patriarchalnej bazylice św. Piotra na Watykanie przez papieża Jana XXIII. Brał udział w obradach Soboru Watykańskiego II w latach 1962–1965. Na konsystorzu 2 lutego 1983 roku papież Jan Paweł II wyniósł go do godności kardynalskiej z tytułem kardynała prezbitera San Crisogono. 19 grudnia 1994 roku zrezygnował z pasterskiego zarządzania archidiecezją Abidżan. Był pierwszym kardynałem pochodzącym z Wybrzeża Kości Słoniowej. Zmarł 5 października 1997 roku w Abidżanie. Pochowano go w archikatedrze metropolitalnej św. Pawła w Abidżanie.